# Denkmalgeschützte Objekte im Bezirk Horn
Im Bezirk Horn bestehen 771 denkmalgeschützte Objekte. Die unten angeführte Liste führt zu den Gemeindelisten und gibt die Anzahl der Objekte an.
| Gemeindeliste            | Objektzahl |
| ------------------------ | ---------- |
| Altenburg                | 18         |
| Brunn an der Wild        | 13         |
| Burgschleinitz-Kühnring  | 61         |
| Drosendorf-Zissersdorf   | 126        |
| Eggenburg                | 99         |
| Gars am Kamp             | 92         |
| Geras                    | 19         |
| Horn                     | 95         |
| Irnfritz-Messern         | 19         |
| Japons                   | 6          |
| Langau                   | 5          |
| Meiseldorf               | 26         |
| Pernegg                  | 4          |
| Röhrenbach               | 16         |
| Röschitz                 | 32         |
| Rosenburg-Mold           | 21         |
| Sigmundsherberg          | 29         |
| St. Bernhard-Frauenhofen | 17         |
| Straning-Grafenberg      | 33         |
| Weitersfeld              | 40         |
| Summe Bezirk Horn        | 771        |